# Суслов Віктор Максимович
Віктор Максимович Суслов (8 листопада 1910, село Новороманівське, тепер Будонновського району Ставропольського краю, Російська Федерація — загинув 1969) — радянський партійний і державний діяч, 1-й секретар Краснодарського крайкому КПРС (1952—1957). Член ЦК КПРС (1956—1961). Депутат Верховної Ради СРСР 3—4-го скликань (1951—1958). Кандидат економічних наук (1961).

## Біографія
Народився в бідній селянській родині. З дев'ятирічного віку наймитував у заможних селян. У 1923—1925 році працював розсильним і переписувачем у виконавчому комітеті сільської ради. У 1924 році вступив до комсомолу. У 1924 році навчався у сільськогосподарській школі села Прасковея. Працював рахівником сільради, завідувачем хати-читальні.
У 1928—1931 роках — студент Новочеркаського сільськогосподарського технікуму. У 1931—1934 роках — студент Московської сільськогосподарської академії імені Тимірязєва.
У 1934—1935 роках — агроном в аулі Хабез Черкеської автономної області. У 1935—1936 роках — головний агроном Черкеського обласного земельного відділу.
З листопада 1936 по листопад 1937 року служив у Червоній армії.
У 1937—1939 роках — викладач, завідувач навчальної частини Адигейського сільськогосподарського технікуму.
Член ВКП(б) з 1939 року.
У 1939—1941 роках — директор Адигейського сільськогосподарського технікуму; головний агроном, заступник начальника Адигейського обласного земельного відділу.
З липня 1941 року — у Червоній армії, учасник німецько-радянської війни. Служив командиром ескадрону 189-го кавалерійського полку 70-ї кавалерійської дивізії 2-го корпусу 56-ї армії, помічником начальника штабу кавалерійського полку Південно-Західного фронту. У лютому 1942 року був важко поранений у ліву ногу, перебував у госпіталях. Інвалід війни ІІ-ї групи.
У листопаді 1942 — липні 1943 року — завідувач військового відділу Туапсинського міського комітету ВКП(б) Краснодарського краю.
У липні 1943 — січні 1947 року — завідувач сільськогосподарського відділу обласного комітету ВКП(б) Адигейської автономної області Краснодарського краю.
У січні 1947 — 1951 року — завідувач сільськогосподарського відділу Краснодарського крайового комітету ВКП(б).
У 1951 — жовтні 1952 року — 2-й секретар Краснодарського крайового комітету ВКП(б).
У жовтні 1952 — лютому 1957 року — 1-й секретар Краснодарського крайового комітету КПРС.
У 1957 — листопаді 1969 року — директор Всесоюзного науково-дослідного інституту олійних культур Всесоюзної академії сільськогосподарських наук імені Леніна (ВАСХНІЛ) у місті Краснодарі. У травні 1969 року захистив докторську дисертацію.
Загинув у листопаді 1969 року.

## Звання
- старший лейтенант

## Нагороди
- орден Леніна (1966)
- орден Трудового Червоного Прапора
- медаль «За бойові заслуги» (6.11.1947)
- медалі